# Cathy Weseluck
Cathy Weseluck (Toronto, 21 agosto 1970) è una doppiatrice canadese. Lavora spesso per l'azienda Ocean Productions a Vancouver, ed è nota per aver doppiato personaggi di svariati anime e cartoni animati occidentali.

## Carriera

### Radio
Prima di diventare una doppiatrice, Weseluck è stata produttrice associata alla CBC Radio, finché uno degli ospiti la incoraggiò a tentare una carriera nel doppiaggio. La sua prima esperienza come doppiatrice fu per una pubblicità radiofonica per il Vancouver Centre Mall.

### Doppiaggio
Weseluck ha lavorato come doppiatrice in molti anime e serie animate. In particolare ha prestato la voce a Mirai Yashima (Mobile Suit Gundam), Dorothy Catalonia e Catherine Bloom (Gundam Wing), Near (Death Note), Shampoo (Ranma ½), la madre di Kagome (InuYasha), Misa Takatsuki (Project ARMS), e Trunks bambino, Jiaozi e Pual (Dragon Ball Z). È anche la doppiatrice di Spike, del Sindaco e di altri personaggi minori nella versione originale di My Little Pony - L'amicizia è magica. In Hikaru no Go, presta la voce a Mitani e alla madre di Hikaru.
Oltre al suo lavoro di doppiatrice, Cathy è anche insegnante e direttrice di doppiaggio. Ha lavorato come direttrice del cantato in My Little Pony Tales e in direttrice del doppiaggio in Billy the Cat.

## Filmografia

### Anime
- Black Lagoon - Garcia Lovelace
- Dragon Ball Z - Jiaozi, Pual, Re Kaioh dell'Est, Trunks bambino, Chico, Lemlia, Marron, Erasa
- Death Note - Near
- Hamtaro - Snoozer, madre di Laura, Omarr
- Hikaru no Go - Yuki Mitani, madre di Hikaru
- Kurozuka - Saniwa
- MegaMan: NT Warrior - Kid Grave
- Mobile Suit Gundam e Mobile Suit Gundam: Char's Counterattack - Mirai Yashima
- Mobile Suit Gundam Wing - Catherine Bloom (35-49), Dorothy Catalonia
- Gundam Wing: Endless Waltz - Catherine Bloom, Dorothy Catalonia
- Mobile Suit Gundam 00 - Kati Mannequin, Revive Revival
- S.A.C. Individual Eleven - Tachikoma
- S.A.C. Laughing Man - Tachikoma
- Hamtaro - Marian Haruna, cugino di Kylie Ethan, Snoozer, Omar
- InuYasha - Sig.ra Higurashi, Ayumi,
- Let's Go Quintuplets - Harold
- Ogre Slayer - Setsuko
- Powerpuff Girls Z - Ken Utonium, nonna di Bubbles
- Project A-ko - C-ko Kotobuki
- Project ARMS - Misa
- Ranma ½ - Shampoo, Azusa Shiratori, Yuka
- Shakugan no Shana - Khamsin Nbh'w (prima stagione)
- The Story of Saiunkoku - Lady di corte 3, Lady, Lady della Notte 3, Ryushin
- Transformers: Armada - bambino al Carnevale

### Serie animate/film occidentali
- Barbie e lo schiaccianoci - Cameriera
- Barbie Mariposa - Zinzee, Dizzle, Fairy Speck
- Barbie presenta Pollicina - Janessa
- Bratz - Mrs. Higgins
- The Cramp Twins - Miss Hissy, Sig.ra Winkle
- Cybersix - Cybersix (Adrian Seidelman)
- Double Dragon - Marian Martin
- Dreamkix - Roy, Henrietta, Alice
- Edgar & Ellen - Judith, Mrs. Pimm
- A Very Fairy Christmas - Sandy Adams
- Iron Man - Abigail Brand
- Johnny Test - Squirrely Girl
- Kid vs. Kat - Dennis
- A Kind of Magic - Mrs. Lumberg
- Littlest Pet Shop - Buttercream Sundae, Judi Jo Jameson, Jane
- Make Way for Noddy - Additional Voices
- Martin Mystery - Voci addizionali
- My Little Pony - Equestria Girls (film) - Spike
- My Little Pony: Friendship Is Magic - Spike, Sindaco
- My Little Pony: The Runaway Rainbow - Rarity l'Unicorno, Ice Scoop
- ReBoot - Backup
- Ricky Sprocket - Robot
- RollBots - Penny, Mayor Aria
- Rudolph the Red-Nosed Reindeer: The Movie - Sparkle lo Spiritello, elfo della folla numero 1
- Team Galaxy - Fluffy
- Team Tonka - Scan
- Todd World - Tyler
- Tom and Jerry - Thomasina
- Thor: Tales of Asgard - Brunhilde
- Troll Tales - Tumbler
- Sitting Ducks - Drill Instructor Duck
- Storm Hawks - Ravess
- Ultimate Book of Spells - Vern

### Videogiochi
- Devil Kings - Hornet
- Mobile Suit Gundam: Encounters in Space - Mirai Yashima
- Mobile Suit Gundam: Gundam vs. Zeta Gundam - Mirai Yashima
- Mobile Suit Gundam: Journey to Jaburo - Mirai Yashima